# Công viên Dân tộc học Sieradz
Công viên Dân tộc học Sieradz (tiếng Ba Lan: Sieradzki Park Etnograficzny) là một bảo tàng ngoài trời tọa lạc trên phố Grodzka, làng Sieradz, nằm ở phía đông của thành phố Sieradz, Ba Lan. Công viên Dân tộc học Sieradz là một chi nhánh của Bảo tàng Quận ở Sieradz.

## Lịch sử
Ý tưởng thành lập một bảo tàng ngoài trời ở Sieradz ra đời trong thập niên 1960. Người khởi xướng việc thành lập bảo tàng ngoài trời là Zofia Neymanowa, lúc bấy giờ ông đang đảm nhiệm vị trí giám đốc của Bảo tàng Khu vực ở Sieradz. Vào năm 1972, Zofia Neymanowa hợp tác với Anna Korytowska để biến ý tưởng này thành hiện thực. Công viên Dân tộc học Sieradz được thành lập theo quyết định của Hội đồng Quốc gia Quận ở Sieradz số 91/516/73 ngày 26 tháng 1 năm 1973. Công trình xây dựng bảo tàng ngoài trời bắt đầu vào hai năm sau đó.
Đối tượng được phục dựng đầu tiên của bảo tàng ngoài trời là ngôi nhà của người thợ dệt trên phố Długa ở Zgierz, và đối tượng tiếp theo là trang trại và một bộ sưu tập các tác phẩm nghệ thuật của một nhà điêu khắc dân gian người gốc Szale tên là Szczepan Mucha. Công việc xây dựng bảo tàng ngoài trời bị gián đoạn do khủng hoảng kinh tế, sau đó được tiếp tục vào năm 1987.